# Mokra Wieś
Mokra Wieś [pronunciación en polaco: /ˈmɔkra ˈvjɛɕ/] es un pueblo ubicado en el distrito administrativo de Gmina Tłuszcz, dentro del Condado de Wołomin, Voivodato de Mazovia, en el este de Polonia central. Se encuentra aproximadamente a 6 kilómetros al noreste de Tłuszcz, a 23 kilómetros al noreste de Wołon, y a 44 kilómetros al noreste de Varsovia.